# Primer Ministre del Marroc
El primer ministre o cap de govern del Marroc (àrab: رئيس حكومة المملكة المغربية, raʾīs ḥukūmat al-mamlaka al-maḡribiyya, ‘cap de govern del Regne Marroquí’) és el cap de govern del Regne del Marroc. El primer ministre és triat pel rei del Marroc d'entre el major partit representat en el parlament. La Constitució del Marroc atorga poders executius al govern i permet al cap de govern proposar i destituir membres del gabinet, governadors provincials i ambaixadors, supervisar els programes governamentals i la prestació de serveis públics, i dissoldre la cambra baixa del parlament amb l'aprovació del rei.
El primer ministre recentment nomenat és responsable de formar el govern que encapçalarà, dirigint les negociacions entre el rei i el parlament per cobrir els llocs ministerials. Fins que el nou govern sigui aprovat pel rei i prengui possessió formalment, el parlament aprova i supervisa els programes governamentals i el servei públic. No hi ha límits constitucionals per al mandat d'un primer ministre, i alguns han exercit diversos mandats no consecutius.
A diferència dels sistemes presidencialistes típics, en què el president és el màxim dirigent del poder executiu i se'l considera alhora cap de govern i cap d'Estat, el rei és el cap d'Estat marroquí i ostenta un important poder discrecional sobre el poder executiu i té autoritat exclusiva sobre l'exèrcit, la religió i el poder judicial.
Hi ha cinc exprimers ministres del Marroc vius. Ahmed Osman (nascut el 1930), Driss Jettou (nascut el 1945), Abbas El Fassi (nascut el 1940), Abdelilah Benkirane (nascut el 1954) i Saadeddine Othmani (nascut el 1956).
L'actual titular és Aziz Akhannouch des que va assumir el càrrec el 7 d'octubre del 2021 en substitució d'Othmani.

## Llista de Primers Ministres

### Llegenda
Partits polítics
- Partit Istiqlal
- Front per a la Defensa de les Institucions Constitucionals
- Agrupació Nacional dels Independents
- Unió Constitucional
- Unió Socialista de Forces Populars
- Partit de la Justícia i el Desenvolupament

Altres faccions
- Independent

### Llista
| No. | No. | Imatge     | Nom (Naix.–Mort)                                      | Mandat                                                | Mandat           | Mandat                             | Partit politic                                             | Legislatura (Elecció)                | Rei (Regnat)                       |
| --- | --- | ---------- | ----------------------------------------------------- | ----------------------------------------------------- | ---------------- | ---------------------------------- | ---------------------------------------------------------- | ------------------------------------ | ---------------------------------- |
|     | 1   |            | Mbarek Bekkayمبارك البكاي (1907–1961)                 | 1                                                     | 7 desembre 1955  | 12 maig 1958                       | Independent                                                | Cap                                  | Mohammed V محمد الخامس (1955–1961) |
| 2   | 1   |            | Mbarek Bekkayمبارك البكاي (1907–1961)                 |                                                       | 7 desembre 1955  | 12 maig 1958                       | Independent                                                | Cap                                  | Mohammed V محمد الخامس (1955–1961) |
|     | 2   |            | Ahmed Balafrej أحمد بلافريج (1908–1990)               | •                                                     | 12 maig 1958     | 16 desembre 1958                   | Partit Istiqlal                                            | Cap                                  | Mohammed V محمد الخامس (1955–1961) |
|     | 3   |            | Abdallah Ibrahim عبد الله إبراهيم (1918–2005)         | •                                                     | 16 desembre 1958 | 20 maig 1960                       | Partit Istiqlal                                            | Cap                                  | Mohammed V محمد الخامس (1955–1961) |
|     | —   |            | Posició vacant (Govern directe de Mohammed V)         | •                                                     | 20 maig 1960     | 26 febrer 1961 (mort en el càrrec) | Independent                                                | Cap                                  | Mohammed V محمد الخامس (1955–1961) |
|     | —   |            | Posició vacant (Govern directe de Hassan II)          | 1                                                     | 26 febrer 1961   | 13 novembre 1963                   | Independent                                                | Cap                                  | Hassan II الحسن الثاني (1961–1999) |
| 2   | —   |            | Posició vacant (Govern directe de Hassan II)          |                                                       | 26 febrer 1961   | 13 novembre 1963                   | Independent                                                | Cap                                  | Hassan II الحسن الثاني (1961–1999) |
| 3   | —   |            | Posició vacant (Govern directe de Hassan II)          |                                                       | 26 febrer 1961   | 13 novembre 1963                   | Independent                                                | Cap                                  | Hassan II الحسن الثاني (1961–1999) |
|     | 4   |            | Ahmed Bahnini أحمد بحنيني (1909–1971)                 | •                                                     | 13 novembre 1963 | 7 juny 1965                        | Front per a la Defensa de les Institucions Constitucionals | I (1963)                             | Hassan II الحسن الثاني (1961–1999) |
|     | —   |            | Posició vacant (Govern directe de Hassan II)          | 4                                                     | 7 juny 1965      | 7 juliol 1967                      | Independent                                                | I (1963)                             | Hassan II الحسن الثاني (1961–1999) |
|     | 5   |            | Mohamed Benhima محمد بنهيمة (1924–1992)               | •                                                     | 7 juliol 1967    | 6 octubre 1969                     | Front per a la Defensa de les Institucions Constitucionals | I (1963)                             | Hassan II الحسن الثاني (1961–1999) |
|     | 6   |            | Ahmed Laraki أحمد العراقي (1931–2020)                 | 1                                                     | 6 octubre 1969   | 6 agost 1971                       | Partit Istiqlal                                            | I (1963)                             | Hassan II الحسن الثاني (1961–1999) |
|     | 7   |            | Mohammed Karim Lamrani محمد كريم العمراني (1919–2018) | 1                                                     | 6 agost 1971     | 2 novembre 1972                    | Independent                                                | II (1970)                            | Hassan II الحسن الثاني (1961–1999) |
| 2   | 7   |            | Mohammed Karim Lamrani محمد كريم العمراني (1919–2018) |                                                       | 6 agost 1971     | 2 novembre 1972                    | Independent                                                | II (1970)                            | Hassan II الحسن الثاني (1961–1999) |
|     | 8   |            | Ahmed Osman أحمد عصمان (1930–)                        | 1                                                     | 2 novembre 1972  | 22 març 1979                       | Agrupació Nacional dels Independents                       | II (1970)                            | Hassan II الحسن الثاني (1961–1999) |
| 2   | 8   | III (1977) | Ahmed Osman أحمد عصمان (1930–)                        |                                                       | 2 novembre 1972  | 22 març 1979                       | Agrupació Nacional dels Independents                       |                                      | Hassan II الحسن الثاني (1961–1999) |
|     | 9   | III (1977) |                                                       | Maati Bouabid المعطي بوعبيد (1927–1996)               | 1                | 22 març 1979                       | 30 novembre 1983                                           | Unió Constitucional                  | Hassan II الحسن الثاني (1961–1999) |
| 2   | 9   | III (1977) |                                                       | Maati Bouabid المعطي بوعبيد (1927–1996)               |                  | 22 març 1979                       | 30 novembre 1983                                           | Unió Constitucional                  | Hassan II الحسن الثاني (1961–1999) |
|     | (7) | III (1977) |                                                       | Mohammed Karim Lamrani محمد كريم العمراني (1919–2018) | 3                | 30 novembre 1983                   | 30 setembre 1986                                           | Independent                          | Hassan II الحسن الثاني (1961–1999) |
| 4   | (7) | IV (1984)  |                                                       | Mohammed Karim Lamrani محمد كريم العمراني (1919–2018) |                  | 30 novembre 1983                   | 30 setembre 1986                                           | Independent                          | Hassan II الحسن الثاني (1961–1999) |
|     | 10  | IV (1984)  |                                                       | Azzeddine Laraki عز الدين العراقي (1929–2010)         | 2                | 30 setembre 1986                   | 11 agost 1992                                              | Independent                          | Hassan II الحسن الثاني (1961–1999) |
|     | (7) | IV (1984)  |                                                       | Mohammed Karim Lamrani محمد كريم العمراني (1919–2018) | 5                | 11 agost 1992                      | 25 maig 1994                                               | Independent                          | Hassan II الحسن الثاني (1961–1999) |
| 6   | (7) | V (1993)   |                                                       | Mohammed Karim Lamrani محمد كريم العمراني (1919–2018) |                  | 11 agost 1992                      | 25 maig 1994                                               | Independent                          | Hassan II الحسن الثاني (1961–1999) |
|     | 11  | V (1993)   |                                                       | Abdellatif Filali عبد اللطيف الفيلالي (1928–2009)     | 1                | 25 maig 1994                       | 4 febrer 1998                                              | Independent                          | Hassan II الحسن الثاني (1961–1999) |
| 2   | 11  | V (1993)   |                                                       | Abdellatif Filali عبد اللطيف الفيلالي (1928–2009)     |                  | 25 maig 1994                       | 4 febrer 1998                                              | Independent                          | Hassan II الحسن الثاني (1961–1999) |
| 3   | 11  | VI (1997)  |                                                       | Abdellatif Filali عبد اللطيف الفيلالي (1928–2009)     |                  | 25 maig 1994                       | 4 febrer 1998                                              | Independent                          | Hassan II الحسن الثاني (1961–1999) |
|     | 12  | VI (1997)  |                                                       | Abderrahmane Youssoufi عبد الرحمن اليوسفي (1924–2020) | 1                | 4 febrer 1998                      | 9 octubre 2002                                             | Unió Socialista de Forces Populars   | Hassan II الحسن الثاني (1961–1999) |
| 2   | 12  | VI (1997)  | Mohammed VI محمد السادس (1999–)                       | Abderrahmane Youssoufi عبد الرحمن اليوسفي (1924–2020) |                  | 4 febrer 1998                      | 9 octubre 2002                                             | Unió Socialista de Forces Populars   |                                    |
|     | 13  |            | Mohammed VI محمد السادس (1999–)                       | Driss Jettou إدريس جطو (1945–)                        | 1                | 9 octubre 2002                     | 19 setembre 2007                                           | Independent                          | VII (2002)                         |
| 2   | 13  |            | Mohammed VI محمد السادس (1999–)                       | Driss Jettou إدريس جطو (1945–)                        |                  | 9 octubre 2002                     | 19 setembre 2007                                           | Independent                          | VII (2002)                         |
|     | 14  |            | Mohammed VI محمد السادس (1999–)                       | Abbas El Fassi عباس الفاسي (1940–)                    | •                | 19 setembre 2007                   | 29 novembre 2011                                           | Partit Istiqlal                      | VIII (2007)                        |
|     | 15  |            | Mohammed VI محمد السادس (1999–)                       | Abdelilah Benkirane عبد الإله بنكيران (1954–)         | 1                | 29 novembre 2011                   | 5 abril 2017                                               | PJD                                  | IX (2011)                          |
| 2   | 15  |            | Mohammed VI محمد السادس (1999–)                       | Abdelilah Benkirane عبد الإله بنكيران (1954–)         |                  | 29 novembre 2011                   | 5 abril 2017                                               | PJD                                  | IX (2011)                          |
|     | 16  |            | Mohammed VI محمد السادس (1999–)                       | Saadeddine Othmani سعد الدين العثماني (1956–)         | 1                | 5 abril 2017                       | 7 octubre 2021                                             | PJD                                  | X (2016)                           |
| 2   | 16  |            | Mohammed VI محمد السادس (1999–)                       | Saadeddine Othmani سعد الدين العثماني (1956–)         |                  | 5 abril 2017                       | 7 octubre 2021                                             | PJD                                  | X (2016)                           |
|     | 17  |            | Mohammed VI محمد السادس (1999–)                       | Aziz Akhannouch عزيز أخنوش (1961–)                    | •                | 7 octubre 2021                     | Titular                                                    | Agrupació Nacional dels Independents | XI (2021)                          |